# 蒸気の家
『蒸気の家』（じょうきのいえ、La Maison à vapeur ）は、1880年に刊行されたジュール・ヴェルヌの冒険小説。蒸気動力の象に牽引される家でイギリス領インド帝国を旅行する様子が描かれる。

## 概要
当時、産業革命後、発展の著しかった蒸気機関とインドの代表的な大型動物である象をモチーフとした移動用機械を組み合わせることで、文明的なヨーロッパとの対比を浮かび上がらされている。道中、さまざまな読者を引き付ける展開がある出来事がある。この作品が発表された時点では既に確立されていた、ヴェルヌの小説で定番となっている現地を訪問した異邦人による視点から描かれる。また、当時のインドを植民地支配しているイギリスへの批判も含めた、フランス人側から見た社会情勢観も織り込まれている。

## 登場人物
- マウクラー - フランス人、バンクスの友人
- バンクス - 45歳の技術者で蒸気馬を製造してブータンに売却後、買い戻した。
- ゴウミ - 35歳のインド人
- ホッド船長 - およそ30歳